# بين جونسون (رسام)
بين جونسون (بالإنجليزية: Ben Johnson)‏ هو رسام بريطاني، ولد في 24 أغسطس 1946 في خلنددنو في المملكة المتحدة.